# Margarete Barcza
Margarete Barcza  (* 14. August 1912 in Saaz, Bezirk Laun, Österreich-Ungarn; † Februar 1985 in Brüssel) war eine tschechoslowakische Widerstandskämpferin der Roten Kapelle.

## Leben
Margarete Barcza hat einen Bruder, Bedřich (Fritz) Singer. 1932 heiratete sie Ernst Barcza und erhielt dadurch die ungarische Staatsbürgerschaft. René Joszi wurde am 22. Dezember 1932 geboren. 1938 zog das Ehepaar Barcza nach Prag. Im April 1939 flohen sie mit ihrem Kind nach Belgien. März 1940 starb Ernst Barcza.
Margarete Barcza heiratete im Mai 1940 Anatoli Markowitsch Gurewitsch, einen engen Mitarbeiter von Leopold Trepper, Sie wurde als Funkerin ausgebildet und berichtete direkt an ihn. Trepper hatte im Auftrag des sowjetischen militärischen Nachrichtendienstes GRU eine Widerstandsgruppe aufgebaut.
Margarete Gurewitsch wurde am 12. November 1942 in Marseille zusammen mit Gurewitsch verhaftet. Bis 11. Mai 1945 war sie in unterschiedlichen Gefängnissen inhaftiert:
- RSHA Amt IV; Dienststelle in der Rue des Saussaies, Paris
- Fort Breendonk in den Niederlanden
- Polizeigefängnis Alexanderplatz in Berlin.
- Gefängnis Fresnes in Paris

Anfang Juli 1943 wurde sie nach Marseilles zurückgebracht; blieb aber unter deutscher Überwachung.
Am 9. Juli traf sie Gurewitsch in Paris, der ebenfalls unter deutscher Überwachung stand.
Am 20. April 1944 wurde der gemeinsame Sohn Michel in Paris geboren.
1947 emigrierte sie in die USA, um ihre Mutter und ihren Bruder zu treffen.
Das Leben von Margarete Barcza/Gurewitsch wird in Filmen und historischen Dokumentationen und Darstellungen behandelt. So insbesondere in den Filmen Der Mut und die Qualen von Andreas Kilb und Schöne Menschen gegen Hitler von Rüdiger Suchsland.